# Horndals bruk

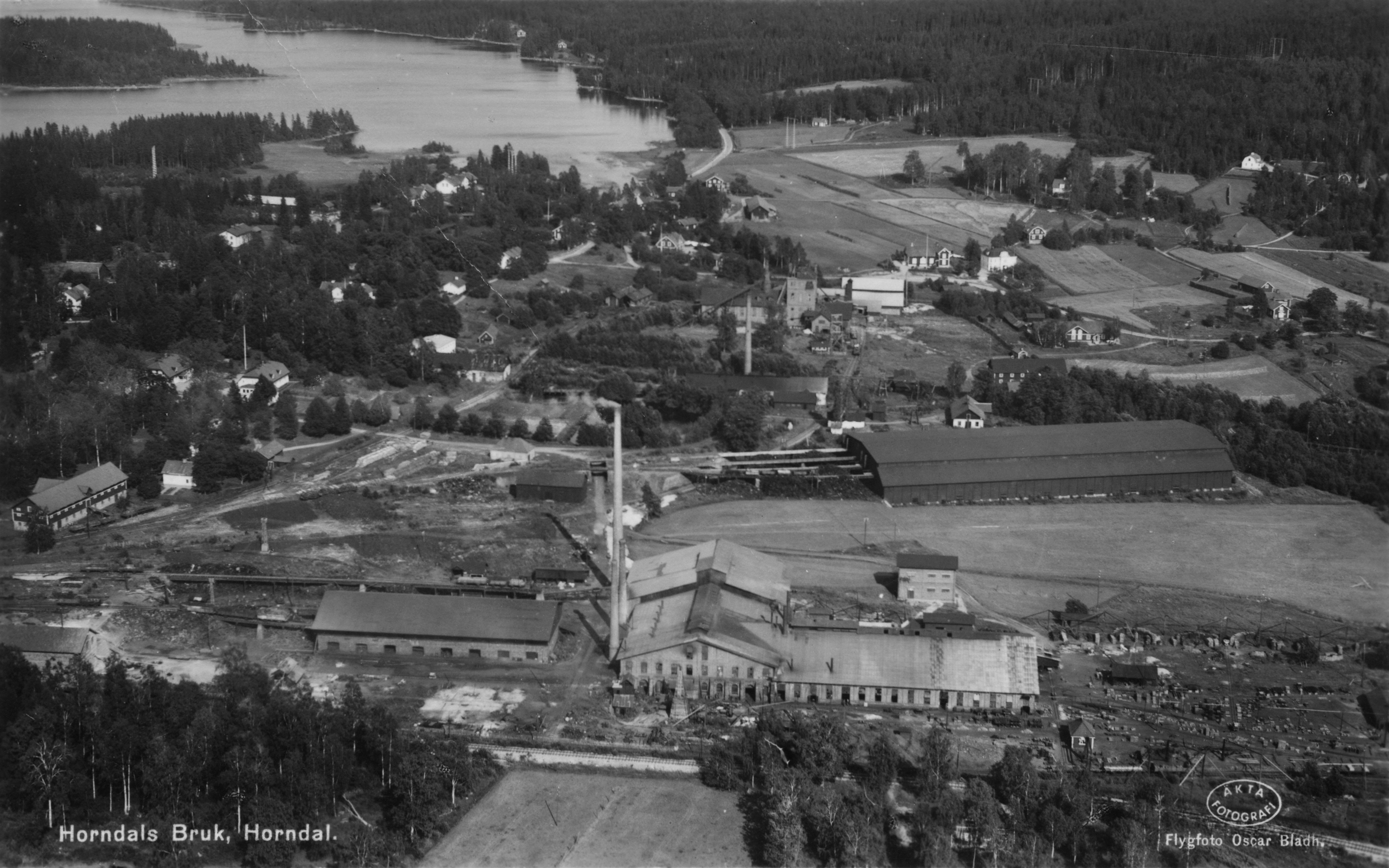
Flygfoto över Horndals bruk

Horndals bruk är ett före detta järnbruk i Horndal, Dalarnas län, nedlagt 1979. Bruket anlades först som bergsmansägd masugn med två stångjärnshammare på 1600-talet. Ägare till bruket har bland annat varit Högbo Stål och Jernverks AB och Fagerstakoncernen.

## Historik

### Cronströmska eran

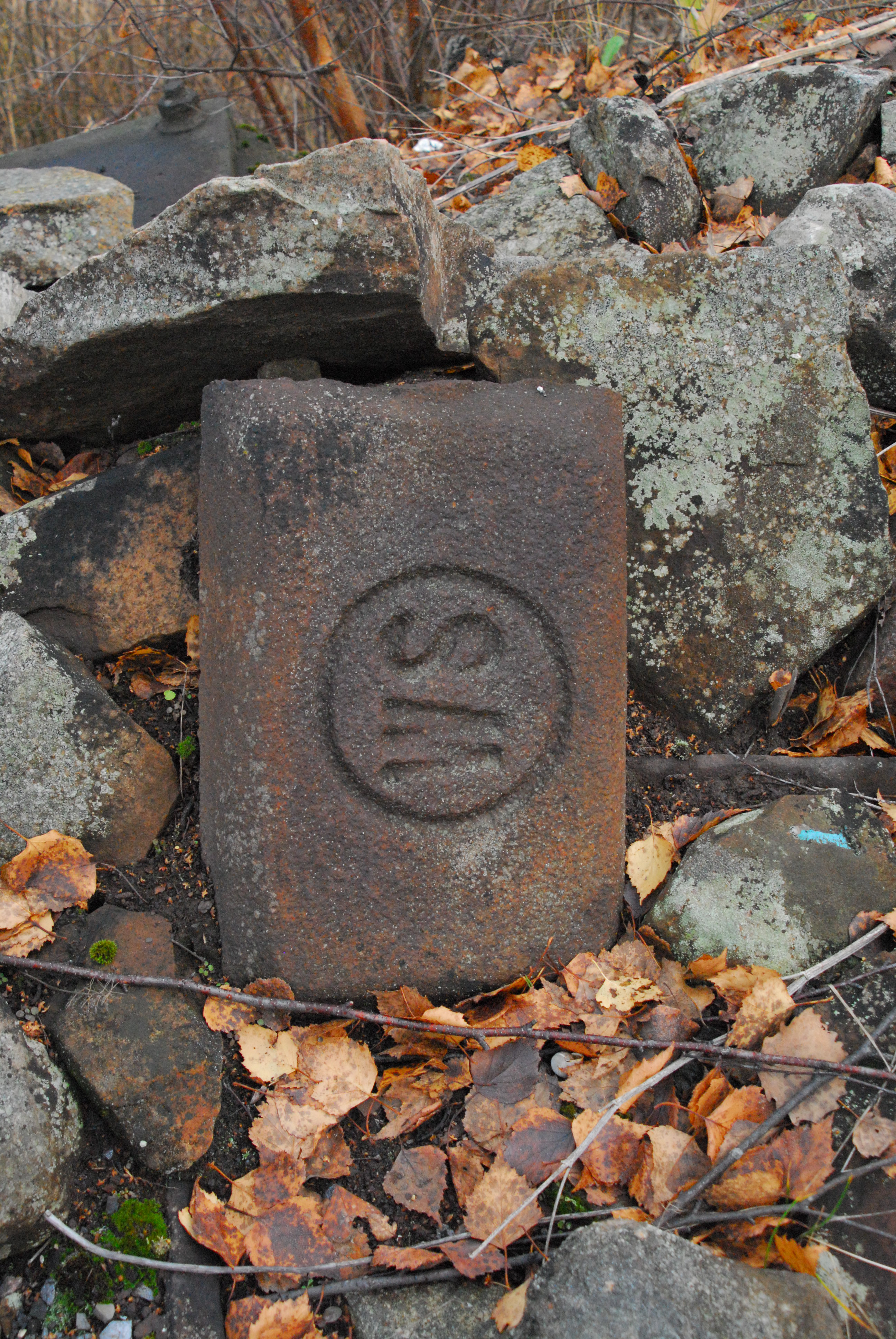
Järntacka med Horndals järnstämpel.

Isaac Kock (1667 adlad Cronström), myntmästare i Avesta, köpte bit för bit loss masugn och två stångjärnshammare från bönderna i byn, med början 1650, då han köpte ”hammarställe, ålhus och vattenfall”. Han började bygga en hammare på den angivna platsen och 1652 fick han privilegier för dessa anläggningar, ytterligare en hammare, samt en masugn i Valla. Kock hade dessutom delägarskap i en tredje hammare i byn. 1666 hade Kock löst ut den sista bergsmannen från hamrarna, men under hela processens gång hade olika bergsmän startat processer mot Kock för att hindra hans övertagande, med klent resultat.
Bruket i Horndal överlevde 1688 års nedläggning av hyttor och hamrar, då koppartillverkningen, främst i Falun och Garpenberg skulle prioriteras. Horndal hade rykte om sig att vara en stabil leverantör av stångjärn, och fick ut cirka 200 ton stångjärn per år under 1700-talet. Malmen hämtades dels från gruvorna som fanns runt masugnen i Valla, men också från Jelken och andra Garpenbergsgruvor. 1766 förvärvades en niondel i Bispbergs gruva. 

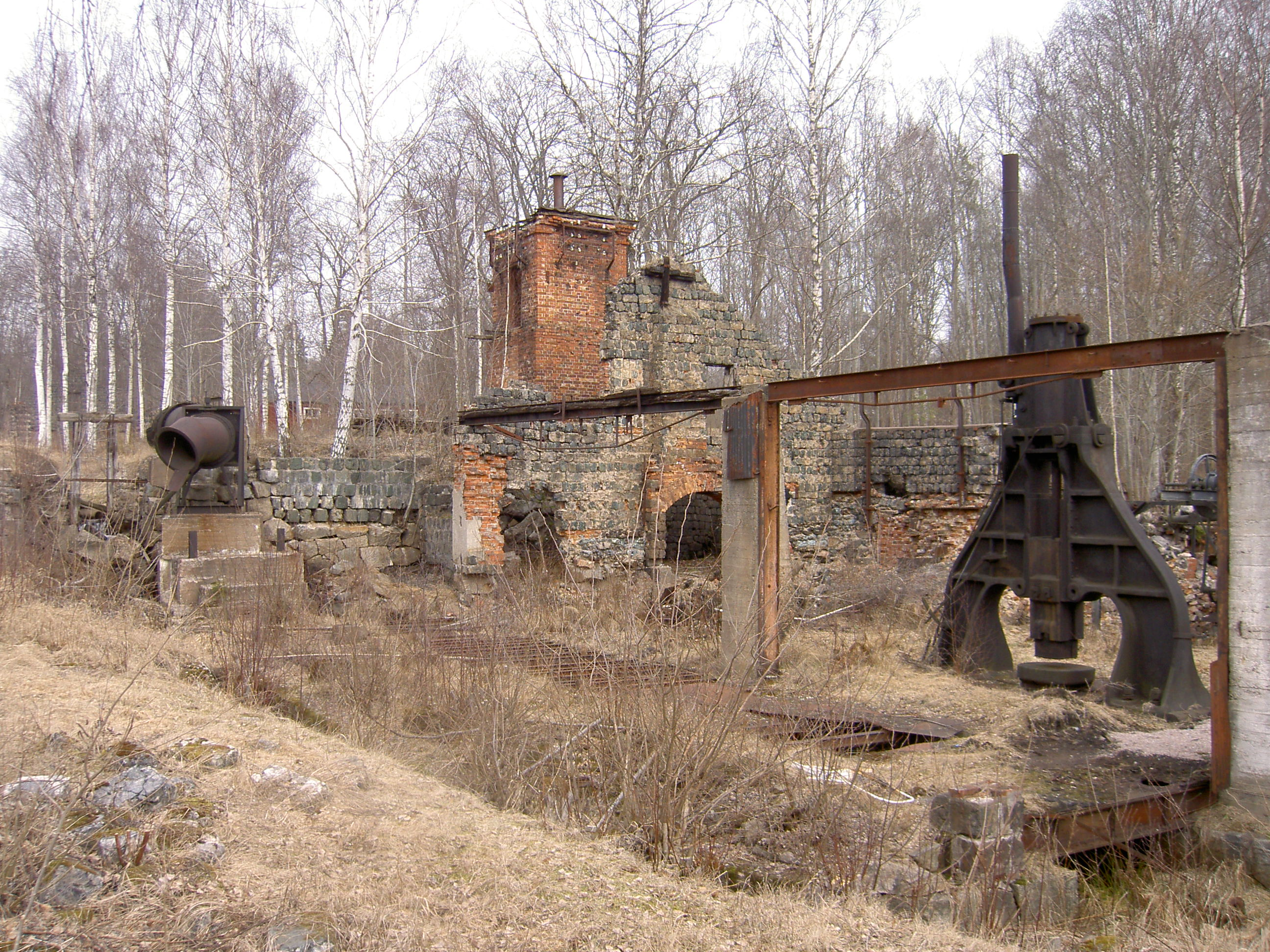
Ruin av lancashiresmedjan 2008. Ånghammare till höger.

1848 erhöll bruket full smidesrätt, och 1854 började man använda Franche-Comté-smide, då två av de äldre tyskhärdarna byttes ut mot en Franche-Comtéhärd och en räckhärd. Lancashireprocessen infördes 1859, med en härd, samtidigt som ytterligare en räckhärd installerades.

### Michaeli och Bergendal
Horndals bruk var i släkten Cronström fram till år 1861. De många ättlingarna, bosatta både i Sverige och Finland, sålde bruket till Josef Michaeli och Filip Bergendal. De avskaffade Franche-Comté-smidet och installerade två lancashirehärdar tillsammans med ännu en räckhärd. 
Michaeli och Bergendal sålde bruket vidare till Högbo Stål och Jernverks AB redan 1862, men när Högbo gjorde konkurs 1864 köpte Michaeli tillbaka det på auktion. Bergendal, som fungerat som disponent även under Högbotiden, fick tre åttondelar av Michaeli.
2 januari 1873 sålde Michaeli och Bergendal sina andelar till det nybildade Horndals Jernverks AB för två miljoner kronor. Innan köpet blev av åtog sig Michaeli och Bergendal att uppföra en masugn i Näs, vilken kunde blåsas på två år senare. En stor satsning på bruket i Näs utfördes sedan av det nya bolaget, med grävning av en kanal, uppförande av arbetarbostäder och anläggning av Näs-Morshyttans järnväg (i drift 1876–1921). Ett tråd- och finvalsverk byggdes också i Näs, vilket invigdes 1882.
Norra stambanan drogs genom Horndal 1875. Bergendal hade varit en drivande kraft bakom detta, men avled dagen före invigningen av bansträckningen. Michaeli blev ny bruksdisponent och verkställande direktör för Horndals Jernverk.
Genom förvärv av fler gruvor och fastigheter, samt investeringar i maskiner och nybyggnation lyckades Michaeli och Bergendal mångdubbla produktionen. 
1882 inköptes masugnen i Hede, med tillhörande fastigheter, vilken nedblåstes 1884. Även Stålbo jernverk inköptes under 1880-talet. Bruket gick från en årlig tillverkning av 31 762 centner (1 350 ton) tackjärn och 23 773 centner (1 010 ton) stångjärn 1867 till 227 816 centner (9 682 ton) respektive 170 400 centner (7 242 ton) år 1890. Detta gjorde bruket till Dalarnas näst största bruk, efter Domnarvets Jernverk.
Lancashiresmedjan byggdes ut 1876 med två härdar och försågs med ångmaskineri, i händelse av tillfällig vattenbrist i ån. Förutom 1859 och 1861 års installationer hade en lancashirehärd tillkommit 1863. 1880 byggdes ännu en härd och 1882 fem stycken.
År 1885 brann Valla masugn ner, och det bestämdes att den nya hyttan istället skulle ligga i anslutning till bruket. Den påblåstes den 17 oktober samma år, och i samma veva byggdes kolhus, arbetarbostäder och sågverk. När smedjan fick sina tre sista härdar 1886 var den med sina femton härdar världens största lancashiresmedja under ett tak. 1887 kunde även ett nytt smältstyckevalsverk tas i drift.

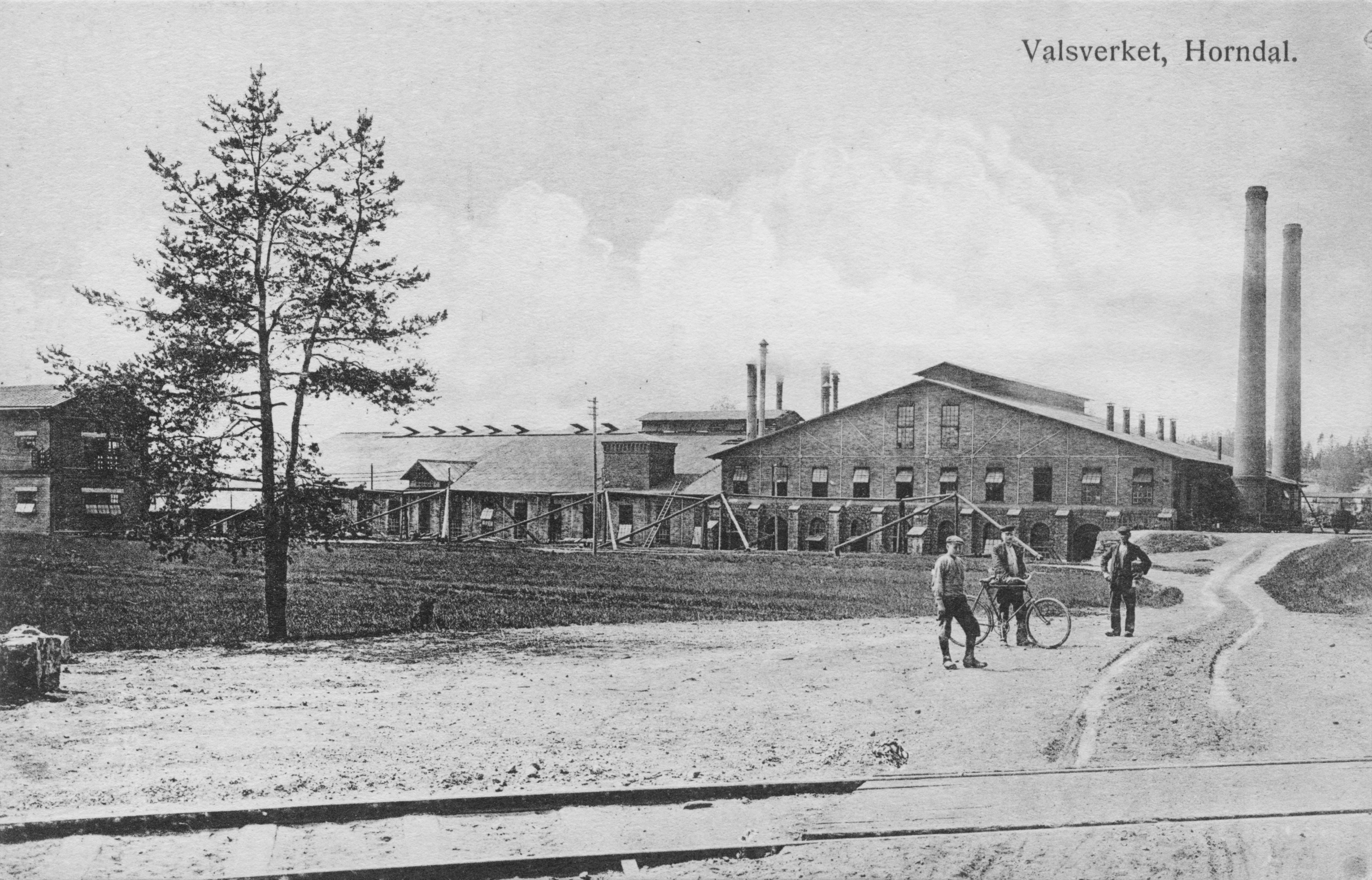
Valsverket 1915.

I slutet av 1890-talet insåg bruksledningen att man var tvungen att överge lancashireprocessen till förmån för martinprocessen, och ett helt nytt område bebyggdes 1899 med två martinugnar med vardera 10 tons chargekapacitet (en sur och en basisk) och ett nytt göt-, medium- och grovvalsverk. Elektriciteten till de nya anläggningarna togs från Näs vattenkraftverk, som invigts 1898, och kompletterades med ett eget litet reservkraftverk 1919.
De nya anläggningarna hade dock ett pris. Bolaget drogs med allt större förluster under 1900-talets första decennium, och hade inte råd med några fler investeringar. När första världskriget bröt ut var Horndal visserligen fortfarande Dalarnas näst största järnverk, men med enbart enklare stålkvaliteter, såsom lancashire- och basiskt martinstål, var dess ställning svag. Kriget medförde dock ett tillfälligt uppsving, och 1919 kunde en basisk martinugn à 29 ton tas i drift. Man lade även stora summor på en normalspårig järnväg mellan Horndal och Näs, vilket skulle visa sig vara en enorm felsatsning. Träkolsblåst handelsjärn var på 1920-talet olönsamt, och hyttan i Näs blåstes därför ner 1925.

### Fagerstakoncernen

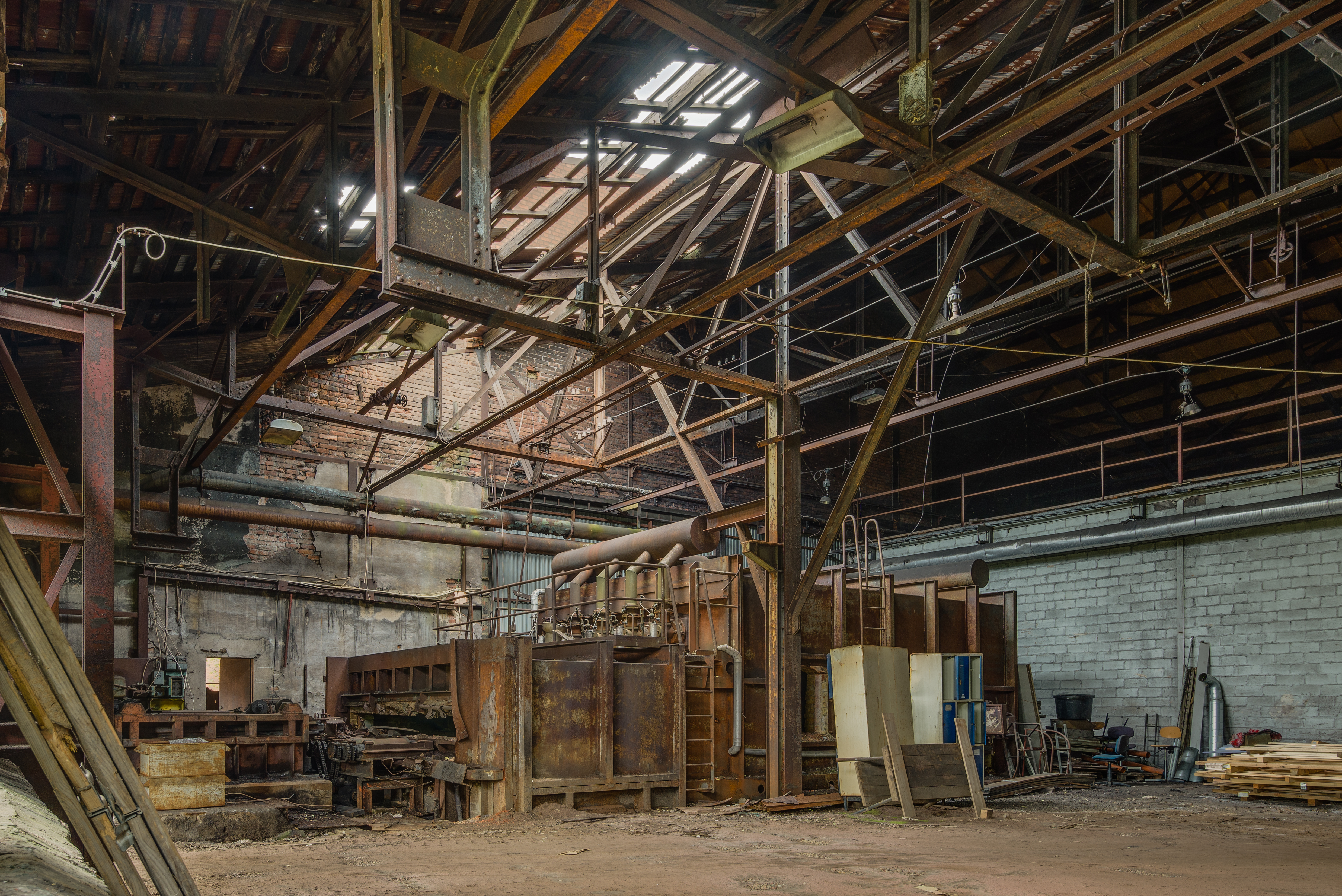
Det gamla valsverket.

Fagerstakoncernen, som bildades 1927 genom sammanslagningar av flera järnverk, var inte särskilt intresserade av Horndals Jernverk. Verket drogs med stora skulder, och produktionen var inriktad på billigt lågkvalitativt järn och stål. När Karlholmsbruk skulle läggas ned 1927 fanns kapacitet i Horndal att överta produktionen av lancashirejärn av malmen från Dannemora gruvor. "Det kan dock tänkas att gamla köpare av Dannemora lancashireprodukter, då de erhålla kännedom om att dessa tillverkas i Horndal, vars vanliga lancashireprodukter äro av icke högsta kvalitet, tveka, huruvida de skola köpa Dannemora lancashire, tillverkat i Horndal" står i en promemoria från ett sammanträde vid Dannemoraverken i mars 1927. Dock lades Karlholmsbruk inte ned förrän fyra år senare, varför en flytt inte blev aktuell. Bruket i Horndal åstadkom, under ledning av platschef Axel Anderberg, den så kallade Horndalseffekten under hela mellankrigstiden, genom bland annat låga löner och prispress på underleverantörer. Detta gjorde att bruket kunde uppvisa små vinster och fick bli kvar.

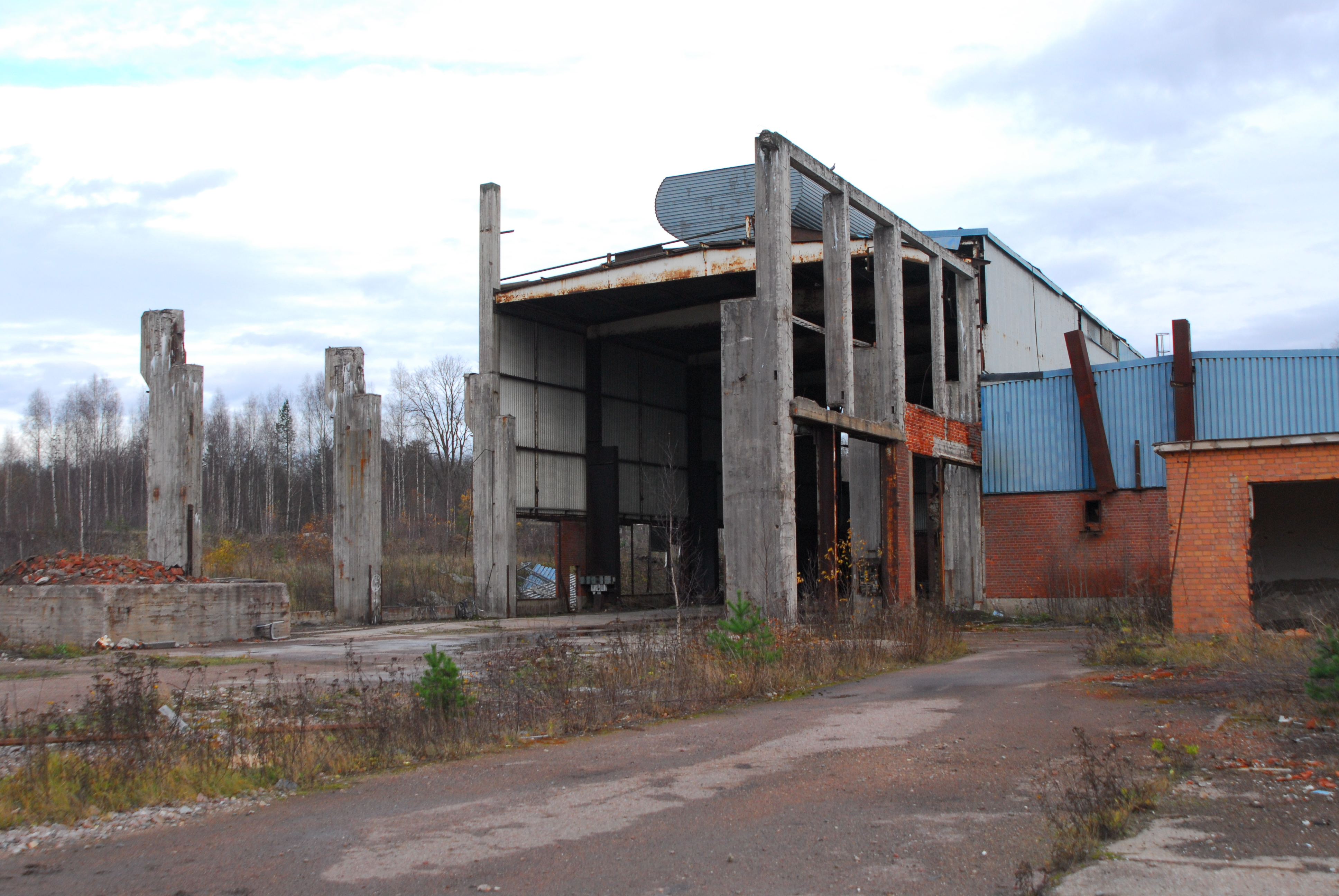
Det tidigare martinstålverket.

Horndal hade redan vid inlemmandet i Fagerstakoncernen endast den större basiska martinugnen i drift, vilken dock tack vare sin storlek var bränslesnål i förhållande till mängden producerat järn. Detta gjorde att den kunde åstadkomma billigare handelsjärn än Fagerstas och Forsbacka Jernverks betydligt mindre ugnar. I Fagersta investerade man i effektivare utrustning för att få ner bränsleförbrukningen i sin 20-tonsugn, främst en spånpress för skrot 1931, men kunde ändå aldrig komma ner till Horndals priser. 1935 togs de mindre martinugnarna helt ur drift och den stora ugnen förstorades.
1941 och de nio första månaderna av 1942 låg Horndals lancashireverk nere. När man sedan sommaren 1943 konstaterade att smedjan var i stort behov av reparation beslöt man istället att stänga den. Därmed upphörde även Horndal med välljärn, något som koncernens övriga bruk redan ansett föråldrat och övergivit.

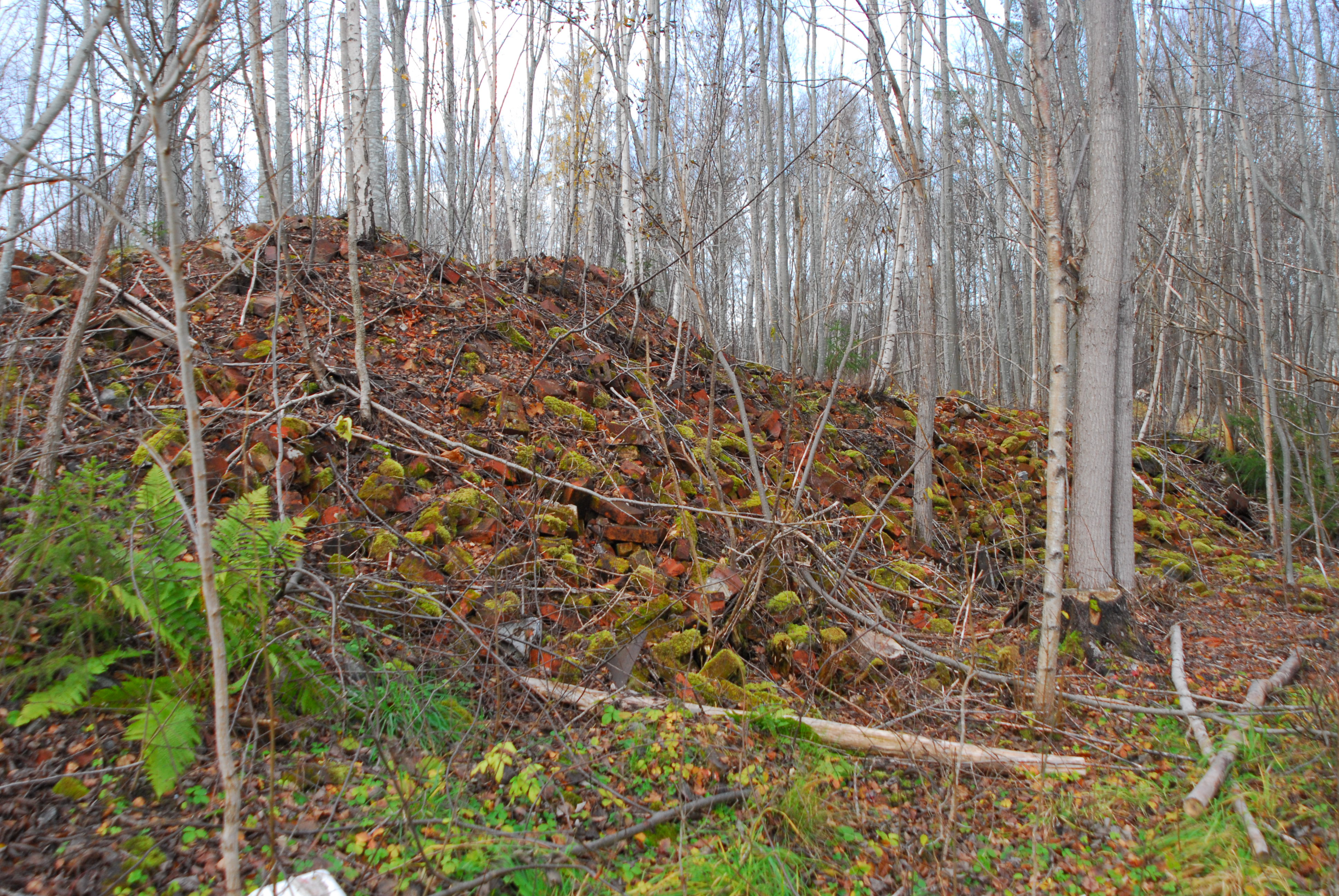
Platsen för hyttan, sprängd 1978.

I Horndal installerade ett finvalsverk 1953, och Näs bruks då enda kvarvarande uppgift var därmed löst och detta bruk avvecklades. Man byggde under 1950-talet även ett nytt götvalsverk och martinugnen uppgraderades. Man började under detta årtionde även inrikta tillverkningen på stora kvantiteter av ett fåtal standardiserade valsade ämnen, främst armeringsjärn. Mediumvalsverket lades i enlighet med denna strategi ned helt 1965. Efter oljekrisen 1973 blev den oljeeldade martinugnen dyr i drift och Fagersta sökte en lösning för att kunna avveckla Horndalsverken. 1973 tog Boxholms AB över som arrendator av bruket då stålverket i Boxholm genomgick en stor ombyggnad. 1978 sprängdes hyttan och 1979 lades bruket ner.

## Bruket idag

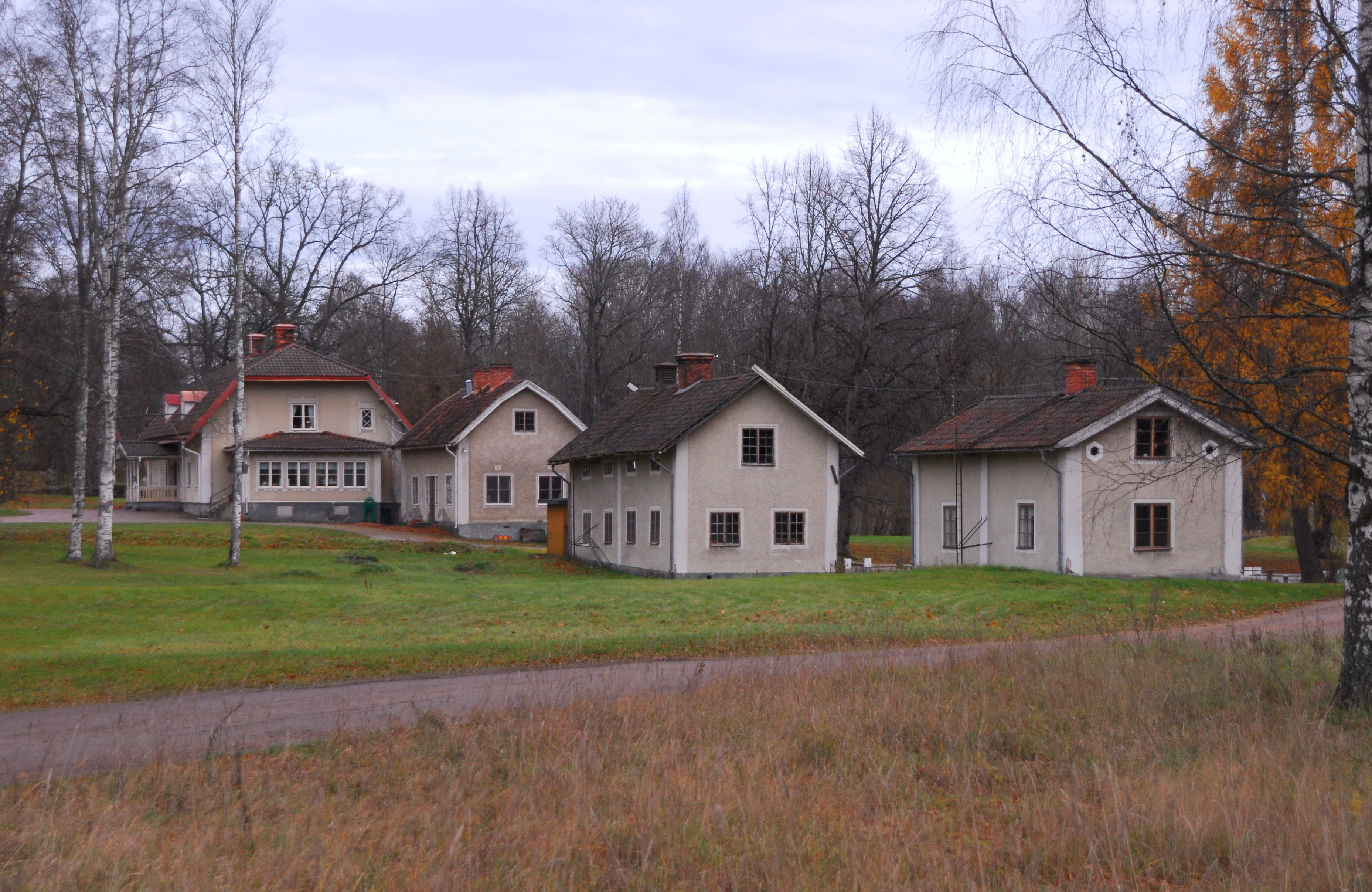
Del av bruksparken. Från vänster: Brukskontoret, laboratoriet, tvättstugan och kuskbostaden.

Brukets park, troligen uppförd på 1770-talet, är sedan 1995 förvaltad av Föreningen Horndals brukspark. Dessa har satt upp informationsskyltar vid många av byggnaderna och ruinerna, och driver sommartid även bruksmuseet och verksamheter som café, boule och minigolf i parken. På bruksområdet från 1899 finns idag (2012) ett antal mindre företag, främst inom verkstadsindustri.
De bevarade resterna av lancashiresmedjan visas och förklaras i en liten film (8 minuter). Man får se lancashirehärden, ånghammaren och resterna av valsverket med sax för att kapa ändarna av råskenorna. Smedjan var i drift till 1942.

### Fotnoter
1. 1 2 3 4 5 6 7 8 9 10 11 12 13 14 15 16  Dalarnas museum (1999), sid 1–4
2. 1 2 3 4 5 6  Fahlroth (1891), sid 33–35
3. ↑  Ingvar-Nilsson, Malin. ”Horndals Bruk – Levande industrihistoria i sydöstra Dalarna”. (pdf). Arkiverad från originalet den 27 augusti 2010. https://web.archive.org/web/20100827054204/http://www.avesta.se/Documents/logi_o_mat_o_noje/vart_att_besoka/horndalsbruk.pdf. Läst 21 mars 2012.
4. 1 2  Söderlund & Wretblad (1957), sid 540
5. ↑  Informationsskylt vid bruket
6. 1 2 3  Söderlund & Wretblad (1957), sid 530–531, med noter
7. ↑  Abelin Lars, red (2006). Svenska pärlor: en resa till vårt rika kulturarv. Dalarna : resmål, fakta & färdvägar : 221 tips (1. uppl.). Stockholm: Designförlaget. sid. 20. Libris 10160952. ISBN 91-975622-2-X
8. ↑  Bylén, Sture. ”Horndalskalendern 2014 lucka 3, Lancashiresmedjan”. Youtube. https://www.youtube.com/watch?v=9gJQAnbUCTY. Läst 20 februari 2017.